# Free Fallin'
"Free Fallin'" é a faixa de abertura do primeiro álbum solo de Tom Petty, Full Moon Fever (1989). A música foi escrita por Petty e seu parceiro letrista para o álbum, Jeff Lynne, e apresenta Lynne nos vocais e no baixo. A dupla escreveu e gravou o single em dois dias, tornando-se a primeira música concluída para Full Moon Fever.
Free Fallin' é uma das faixas mais famosas de Petty. Chegou ao # 7 na parada de singles da Billboard Hot 100 em janeiro de 1990. Petty e The Heartbreakers apresentaram a música no MTV Video Music Awards em 1989, com Axl Rose e Izzy Stradlin, e no Super Bowl XLII Halftime Show de fevereiro de 2008. A música é classificada como 179 em 500 melhores músicas de todos os tempos Rolling Stone '. Foi apresentada no filme Jerry Maguire (1996) e no episódio The Sopranos 2.13, "Funhouse" (2000). Lou Reed selecionou a música como uma de suas "escolhas de 1989". A música foi n.º 2 no Spotify Global Viral 50 após a morte de Petty.